# Zdolność wylęgowa jaj

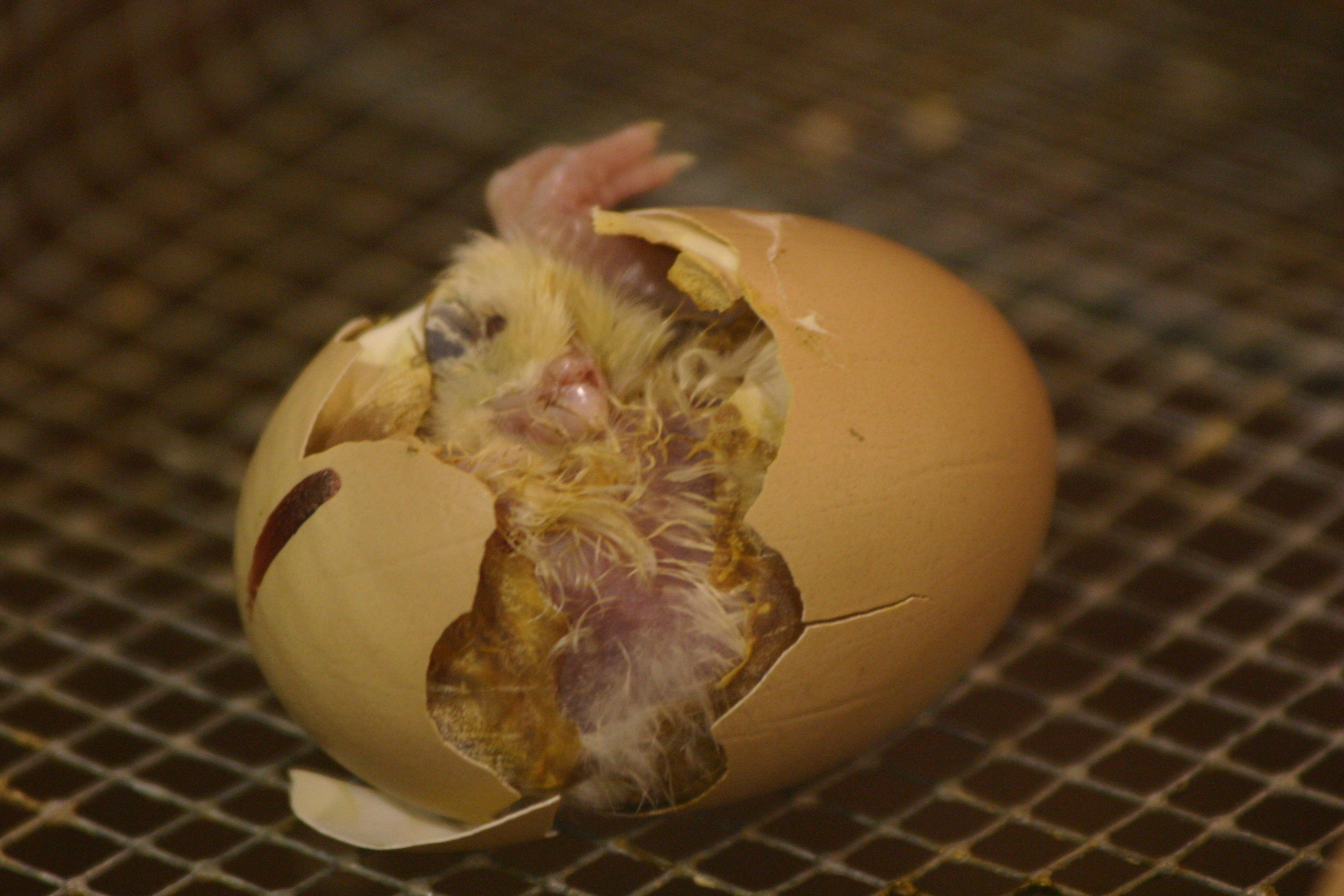
Wylęg

Zdolność wylęgowa jaj – w chowie drobiu: przydatność zapłodnionych jaj do wylęgu zdrowych piskląt.
Wartość jest wyrażana w procencie wylężonych zdrowych ptaków w stosunku do zapłodnionych jaj. Można stosować także dodatkowy wskaźnik – liczba jaj zapłodnionych i liczba zdrowych wylężonych piskląt, w stosunku do ogółu jaj nałożonych do wylęgu.